# Allodapula dichroa
Allodapula dichroa är en biart som först beskrevs av Embrik Strand 1915.  Allodapula dichroa ingår i släktet Allodapula och familjen långtungebin. Inga underarter finns listade i Catalogue of Life.